# Sköldfiltlav
Sköldfiltlav (Peltigera horizontalis) är en lavart som först beskrevs av William Hudson, och fick sitt nu gällande namn av Johann Christian Gottlob Baumgarten. Sköldfiltlav ingår i släktet Peltigera och familjen Peltigeraceae.  Arten är reproducerande i Sverige. Inga underarter finns listade i Catalogue of Life.

## Bildgalleri

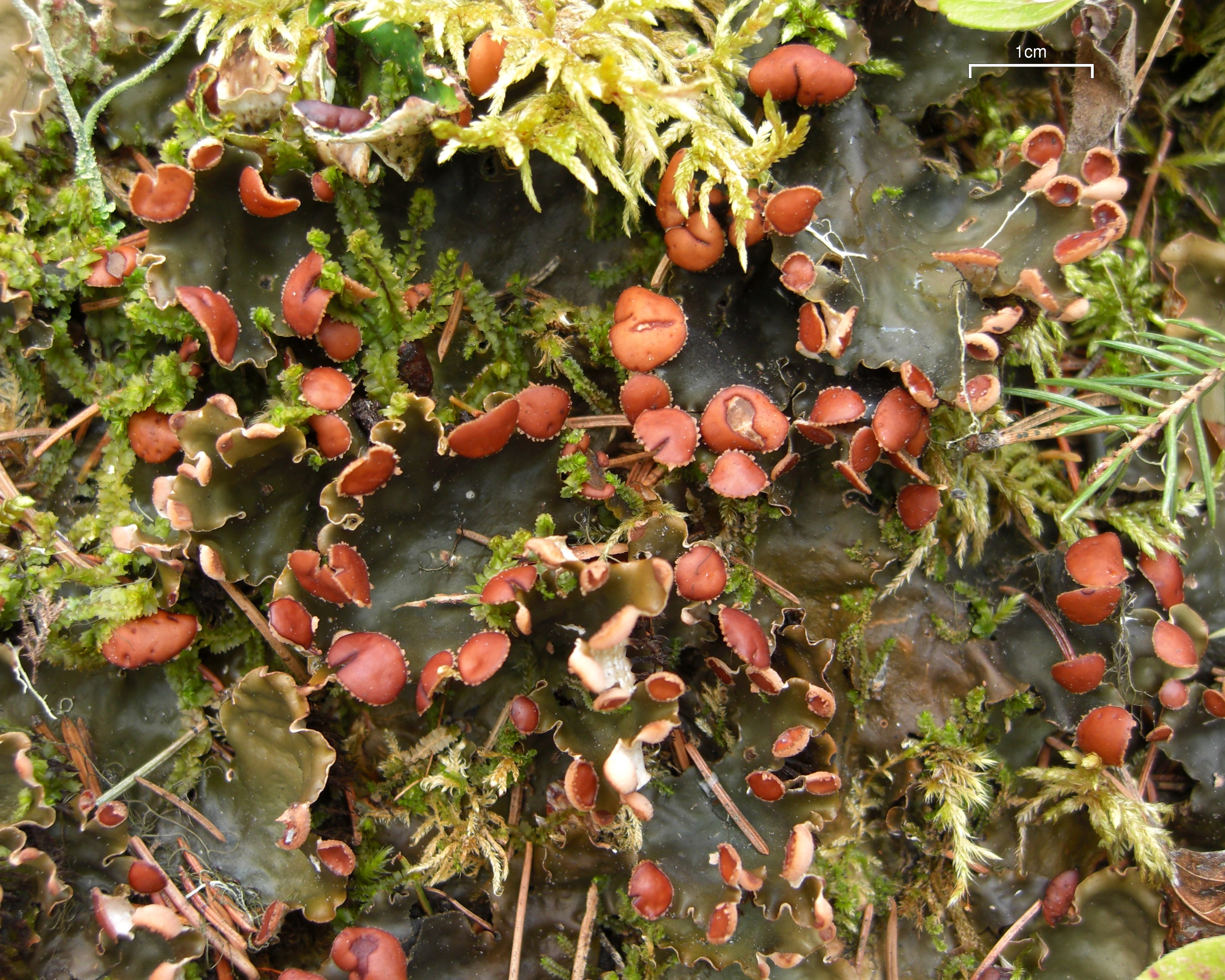
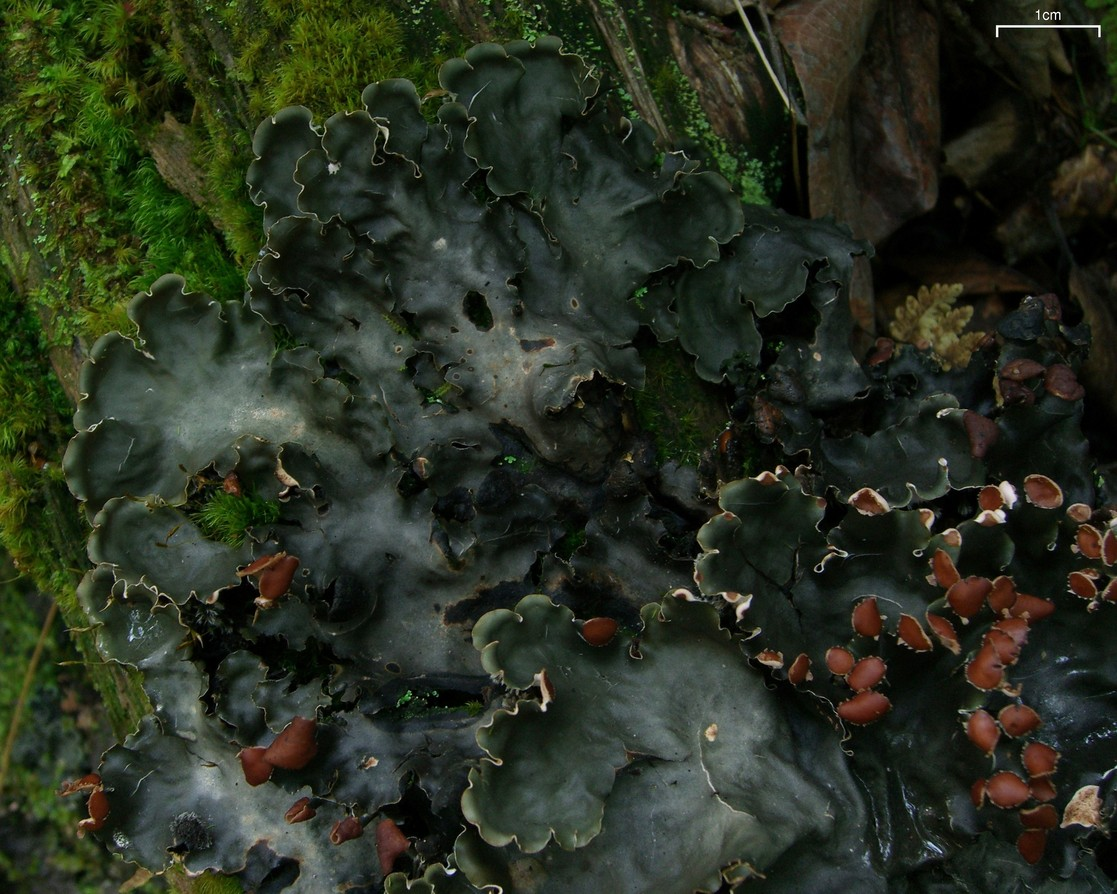
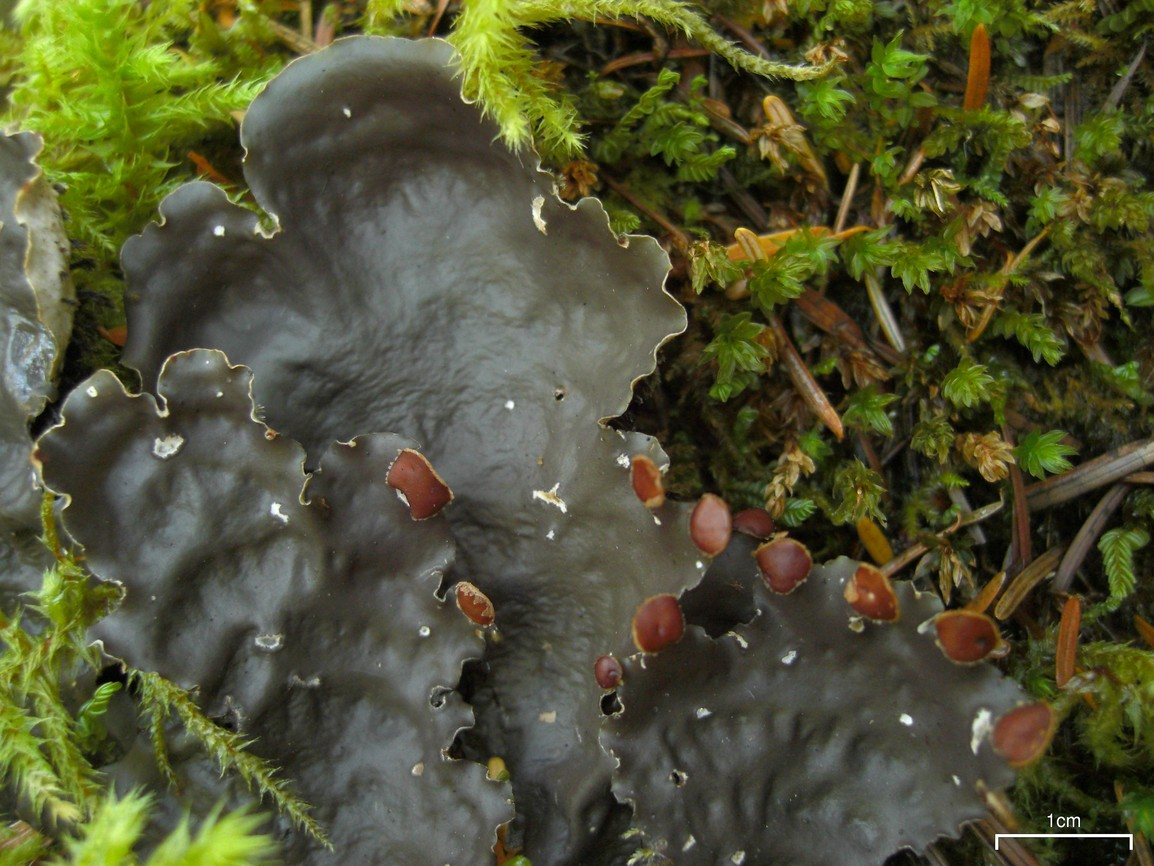
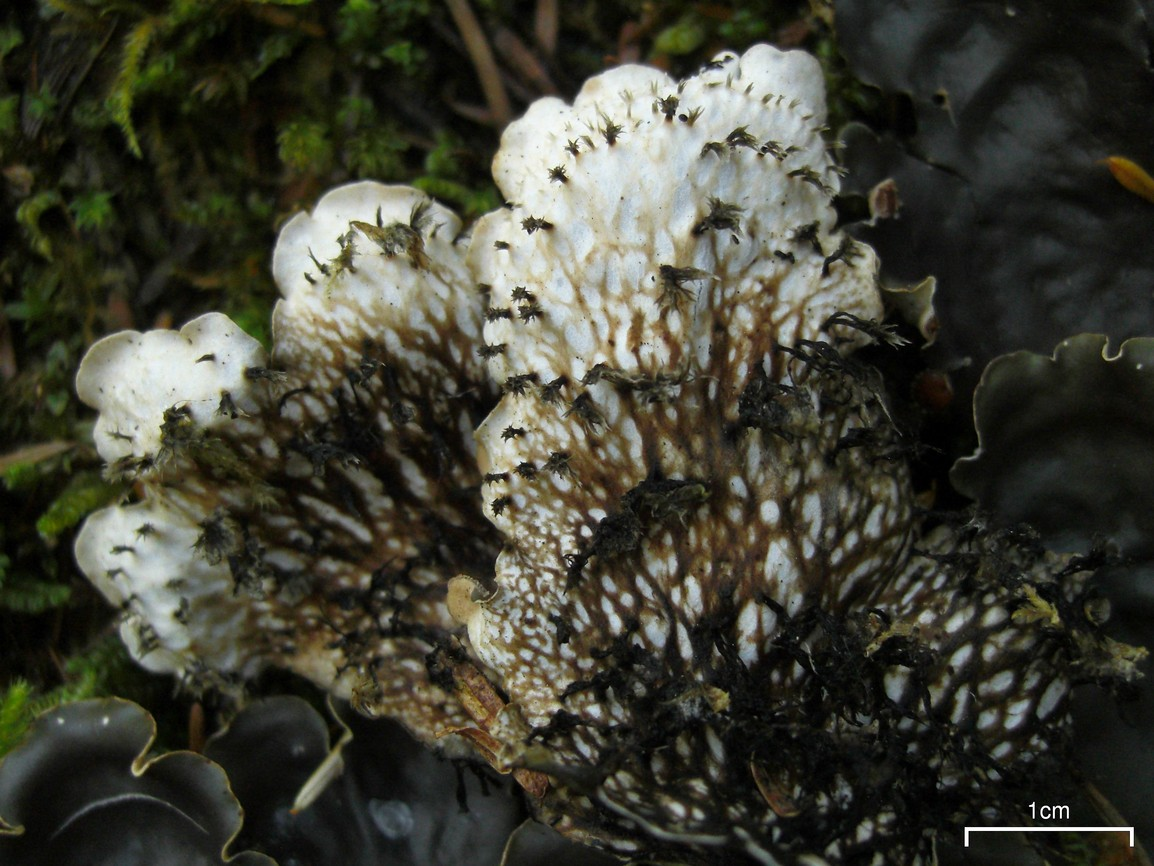
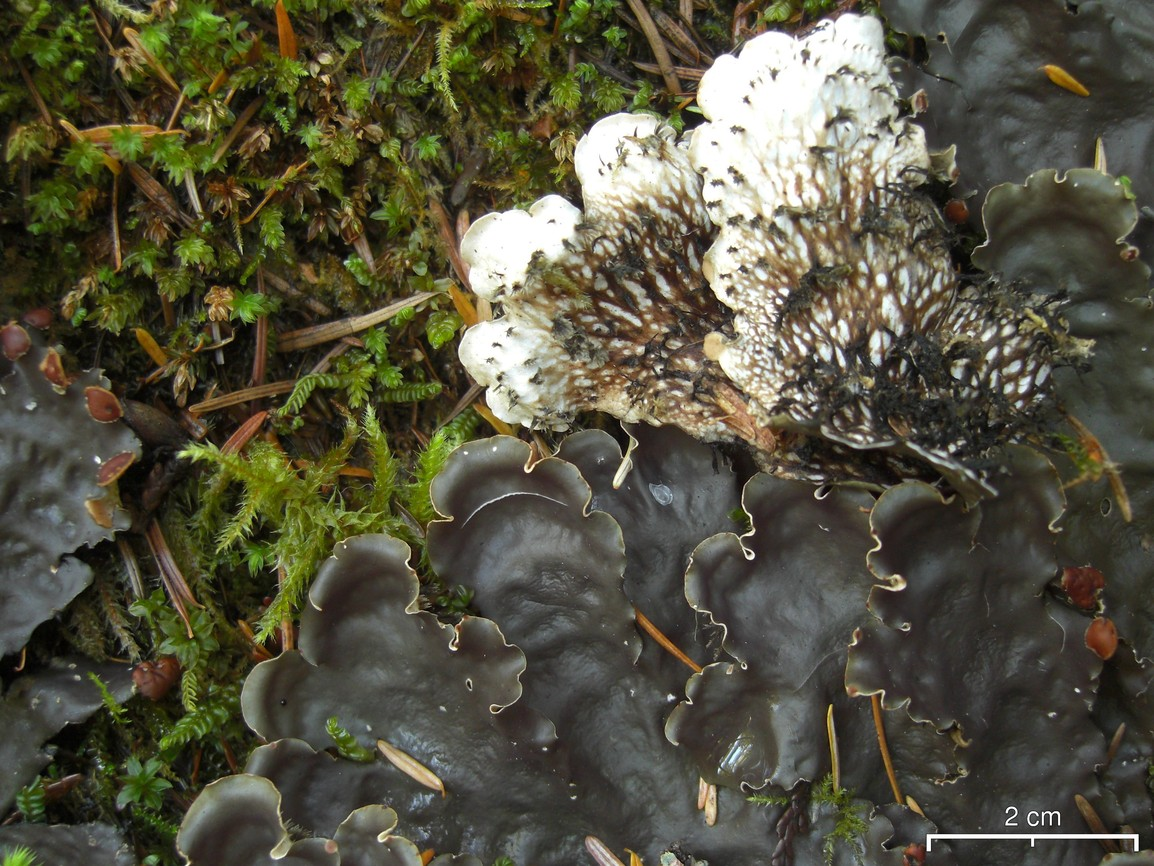
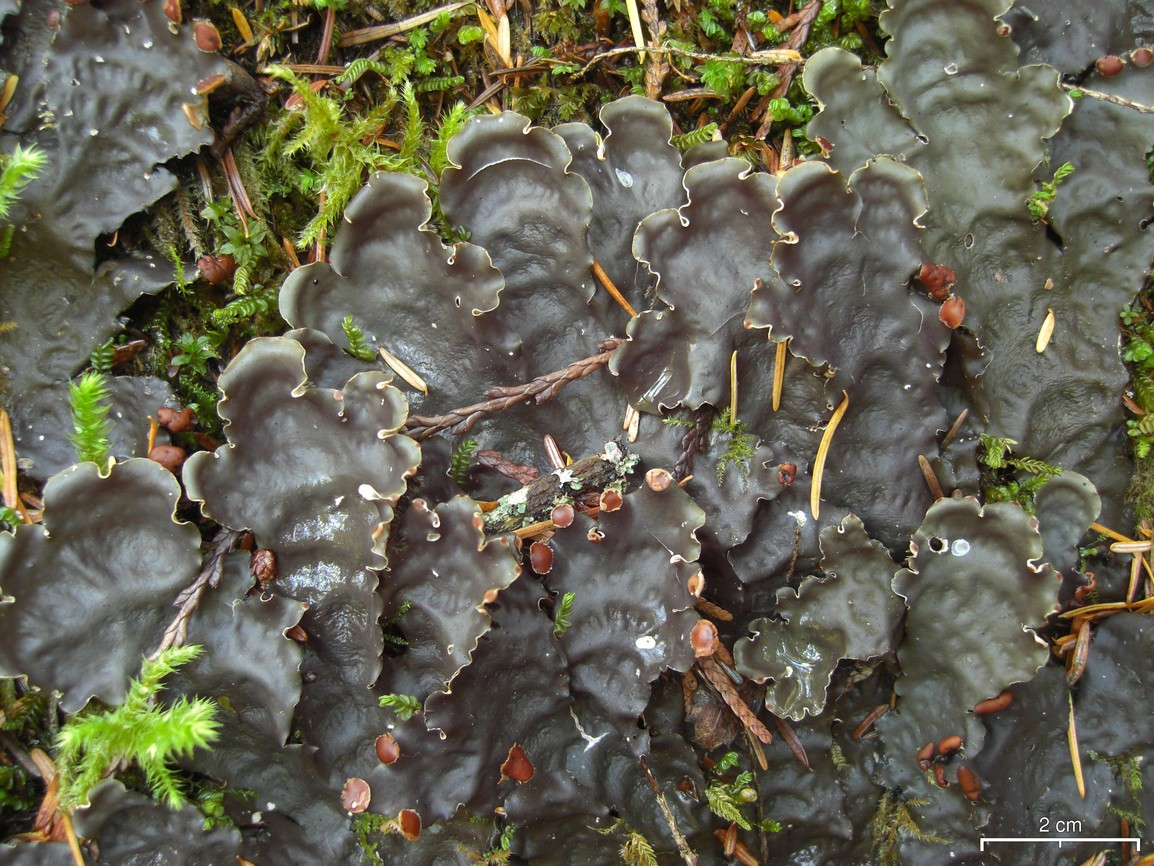
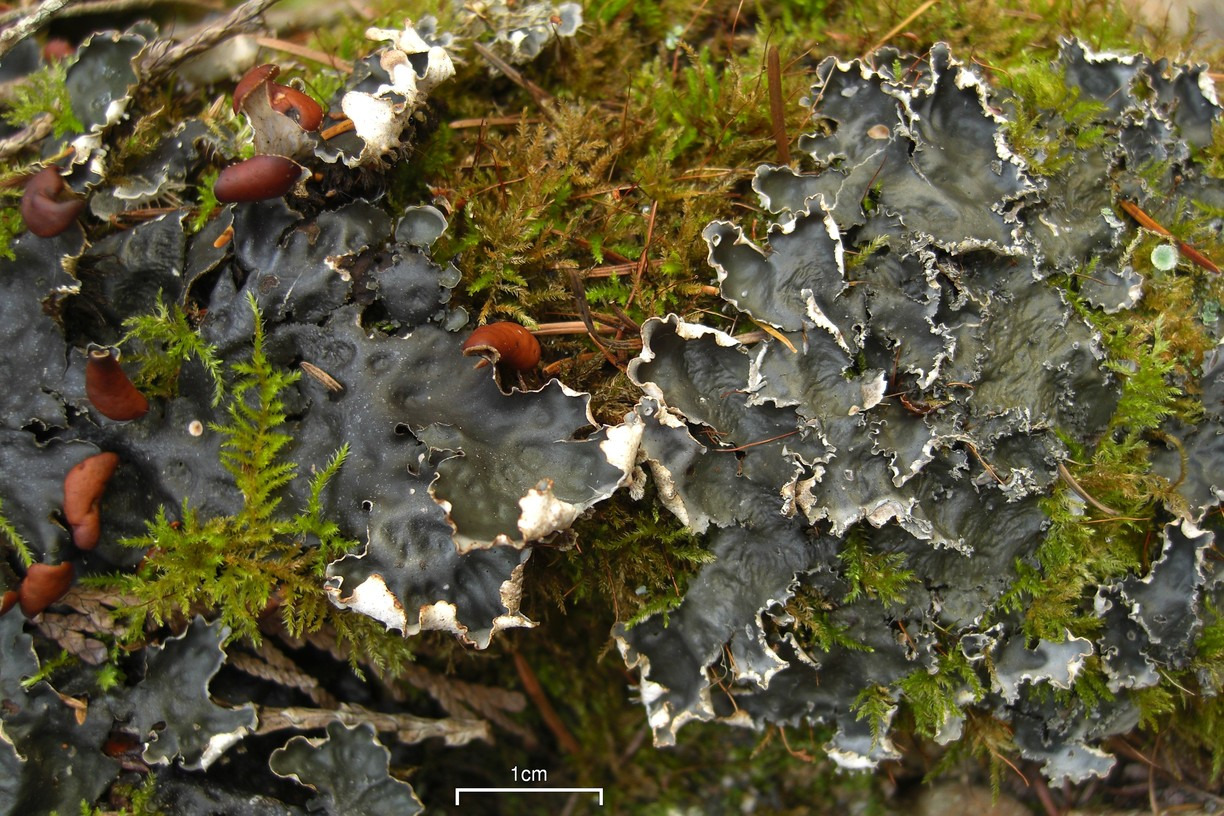
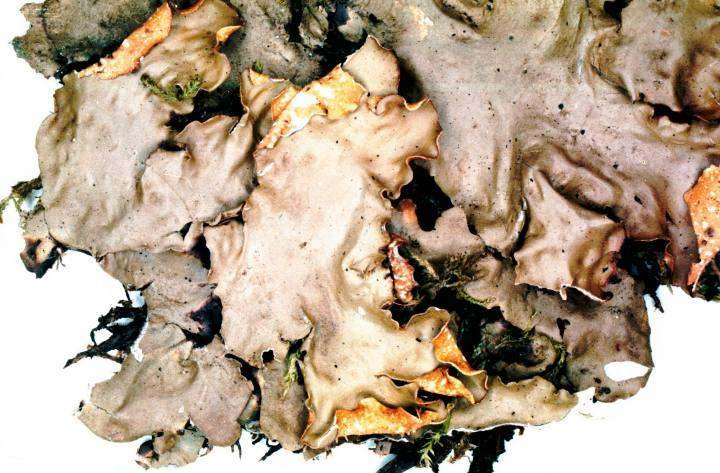
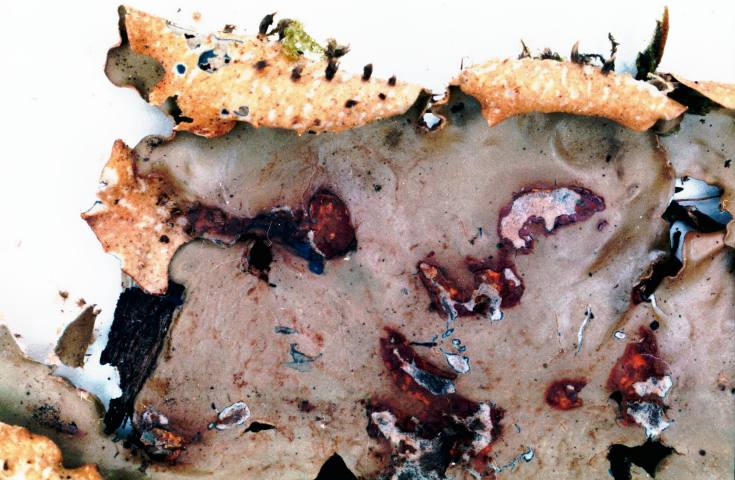
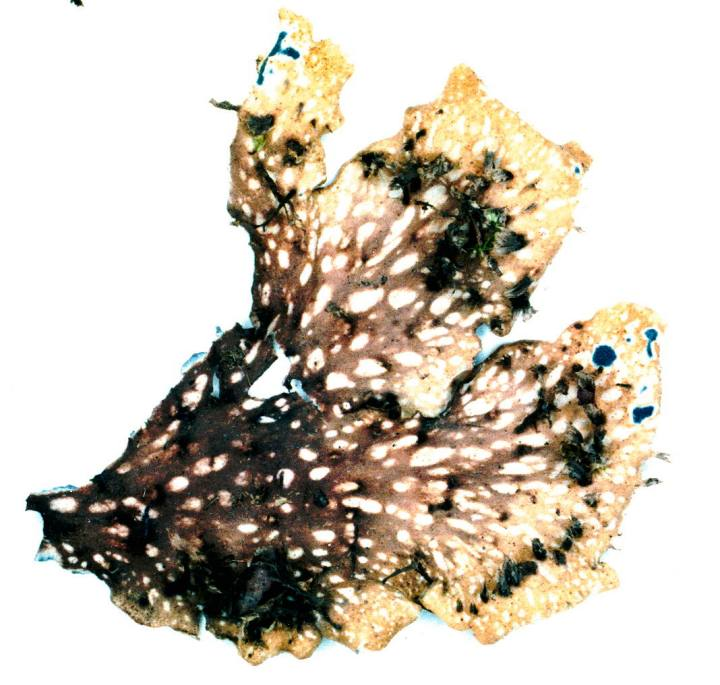
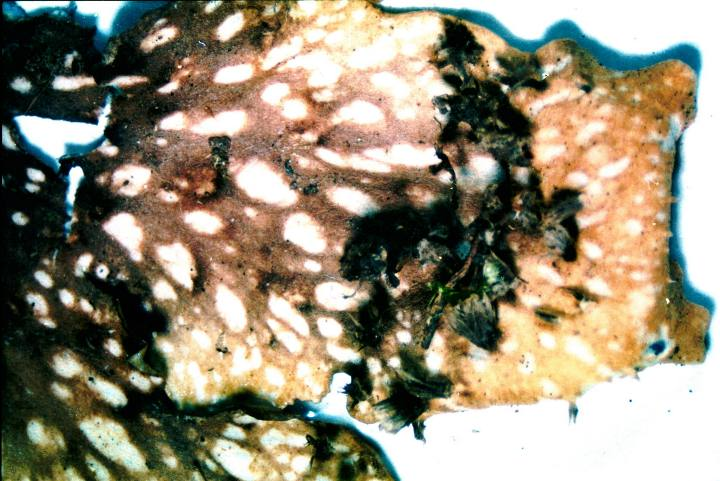
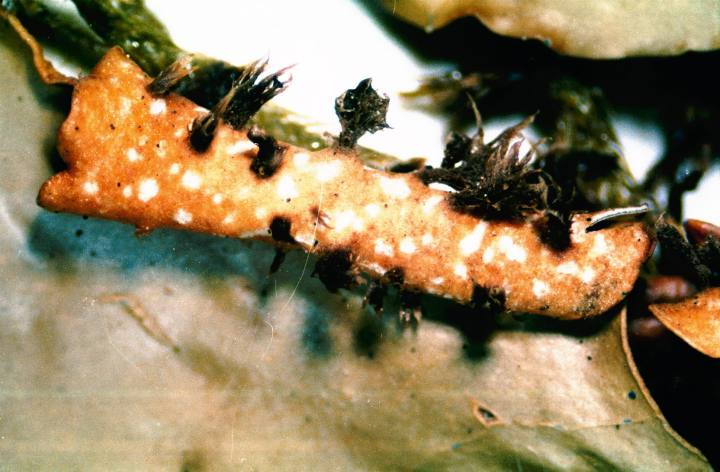
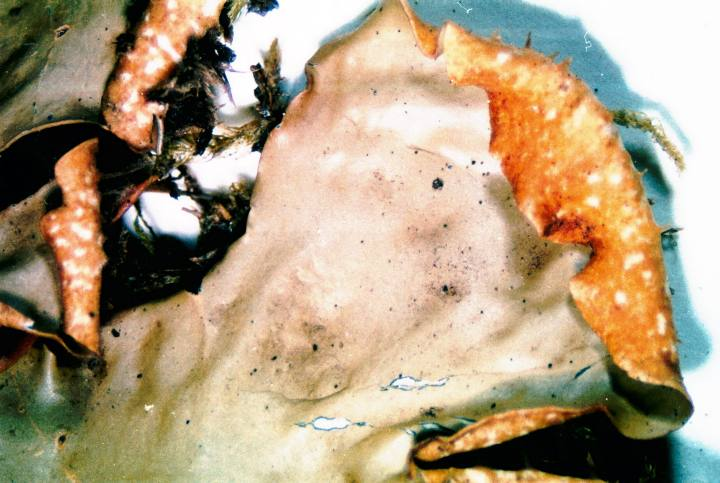
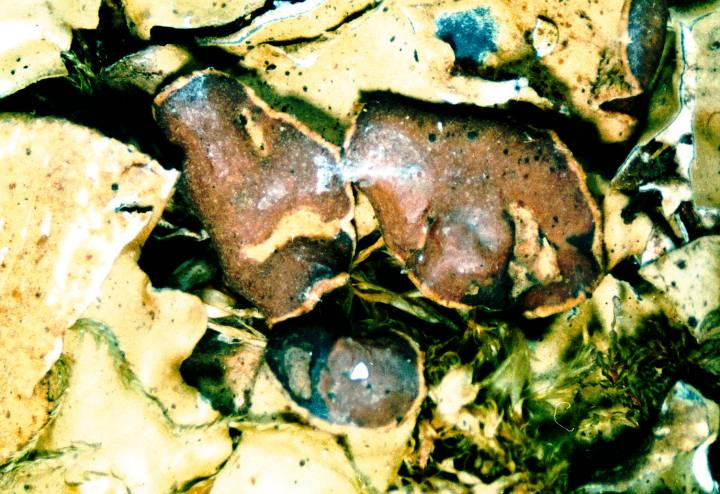
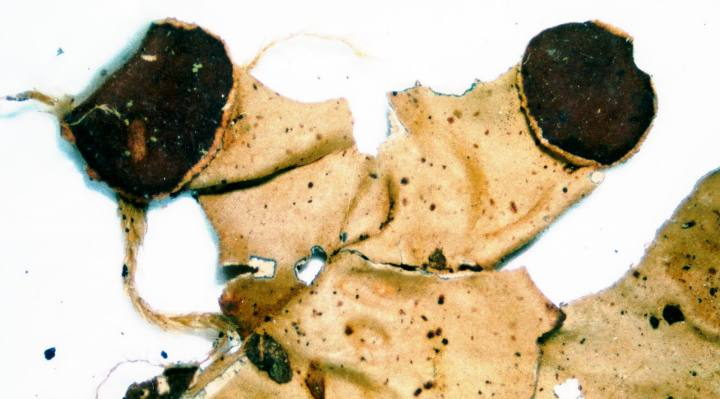
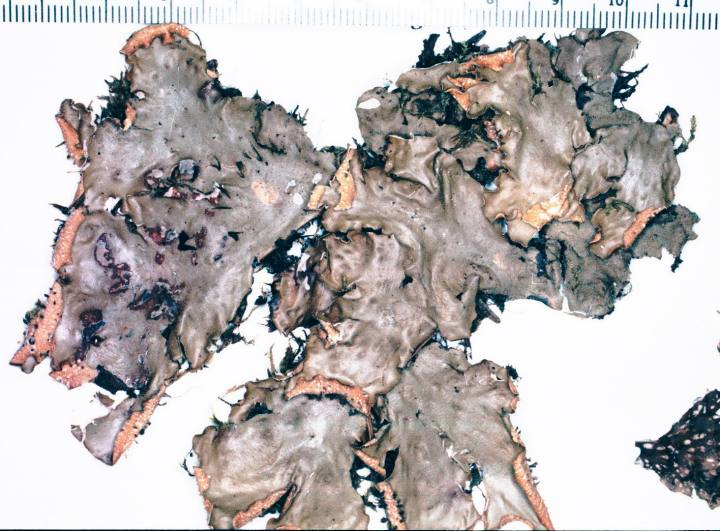